# Colpo di Stato in Zimbabwe del 2017
Il colpo di Stato in Zimbabwe del 2017 ha avuto inizio nella serata del 14 novembre 2017, quando elementi delle Zimbabwe Defence Forces si radunarono nella capitale Harare, prendendo controllo della televisione pubblica e di alcune zone della città. Il giorno dopo, i soldati negarono, tramite comunicato televisivo, che si trattasse di golpe, sostenendo che l'operazione fosse rivolta a colpire "i criminali" che circondavano il presidente Robert Mugabe, considerati responsabili della grave situazione socioeconomica del Paese, dopo di che la situazione sarebbe tornata alla normalità. Il golpe scaturì in seguito a forti tensioni per la successione del presidente interne a due schieramenti del partito di governo ZANU-PF, guidati rispettivamente da Grace Mugabe, moglie del presidente, e dall'ex vicepresidente Emmerson Mnangagwa, supportato dall'esercito. Tali tensioni avevano portato all'allontanamento di quest'ultimo dalla carica di vicepresidente il 6 novembre.

## Antefatti
Il golpe si inserì all'interno di una lotta di potere interna al partito di governo per la successione al nonagenario presidente, a capo del Paese da 37 anni. Le frizioni interne allo ZANU-PF vedevano dispiegarsi uno scontro generazionale tra il gruppo detto "Generation 40", composto da giovani politici formatisi nel periodo post-coloniale con a capo la first lady Grace Mugabe, e i sostenitori del vicepresidente Mnangagwa, supportato da alte cariche dell'esercito e dai veterani della guerra di Rhodesia. 
La tensione tra le due fazioni si acuì nel mese di ottobre, dopo che il vicepresidente Mnangagwa affermò di essere stato avvelenato ad agosto durante una manifestazione politica tenutasi a Gwanda, dopo la quale era stato ricoverato, e del cui avvelenamento i suoi sostenitori accusarono la fazione della first lady. In pieno caso-avvelenamento, Grace Mugabe accusò pubblicamente Mnangagwa di cospirazione contro lo Stato. Nonostante le affermazioni di lealtà verso il partito e verso il presidente da parte di Mnangagwa, questi venne destituito dalla carica di vicepresidente, prospettando una presa del potere da parte della fazione G40.
Due giorni dopo il licenziamento di Mnangagwa, avvenuto il 6 novembre, la ZNLWVA, l'associazione dei veterani di guerra, condannò il fatto, disconoscendo Mugabe come presidente e segretario dello ZANU-PF e reclamandone la leadership. Nello stesso giorno, l'ex vicepresidente fuggì in Sudafrica dopo aver ricevuto minacce indirizzate a sé e alla propria famiglia. Il 13 novembre, il comandante delle forze armate dello Zimbabwe Constantino Chiwenga avvertì di un possibile intervento militare nel caso che le epurazioni, che considerava dirette verso le figure politiche con un passato nella lotta di liberazione, fossero continuate. Chiwenga era stato ospite del suo omologo cinese a Pechino solo tre giorni prima, per "incontri di routine".

## Il golpe
La sera di martedì 14 novembre 2017, veicoli delle forze armate zimbabwiane entrarono ad Harare, andando ad occupare anche la sede della Zimbabwe Broadcasting Corporation. Prima dell'alba di mercoledì, il generale Sibusiso Moyo apparve in un comunicato televisivo, negando che fosse in corso un colpo di Stato, ma annunciando che Mugabe e la sua famiglia erano stati posti sotto la custodia dell'esercito. Moyo sostenne che l'operazione era rivolta verso dei "criminali" attorno alla figura del presidente, responsabili della grave situazione socioeconomica, e che tutto sarebbe ritornato alla normalità una volta terminato l'intervento. I militari procedettero poi ad una serie di arresti, tra cui figurarono tre ministri della "G40" (Jonathan Moyo‚ Saviour Kasukuwere e Ignatius Chombo). Per tutta la giornata di mercoledì la copertura mediatica locale della vicenda fu piuttosto blanda: la TV di Stato continuò a trasmettere il discorso di Moyo insieme a canzoni patriottiche, mentre il quotidiano governativo The Herald minimizzò l'accaduto, negando che fosse in corso un golpe. Il presidente sudafricano Jacob Zuma annunciò di aver parlato telefonicamente con Mugabe, tenuto sotto arresto ma in ottime condizioni, e di essere in contatto con le forze armate zimbabwiane.
Il 16 novembre fu arrestato anche il ministro Paul Chimedza, durante un tentativo di fuggire in Sudafrica, mentre furono smentite le voci della fuga in Namibia di Grace Mugabe, di cui fu confermata la detenzione insieme al marito nella villa privata del quartiere di Borrowdale, ad Harare.

### Negoziazioni
Diversamente da quanto annunciato in televisione, i militari avviarono negoziazioni con Mugabe al fine di convincerlo a lasciare il potere. Nonostante la mediazione di un prete cattolico a lui vicino, Mugabe rifiutò di cedere, affermando di essere il legittimo capo dello Stato e di volere terminare il mandato, destinato a finire con le elezioni di luglio 2018. Con le negoziazioni in fase di stallo per il rifiuto delle dimissioni volontarie, Mugabe riapparve in pubblico il 17 novembre per partecipare ad una cerimonia di laurea all'università di Harare. Il 19, dopo essere stato espulso dal partito, Mugabe accettò di dimettersi, salvo poi smentire il tutto in un discorso ufficiale in diretta tv. Il 20 novembre, alle ore 12.00 locali, scadde l'ultimatum imposto dal ZANU-PF per le dimissioni del presidente, che però rimase ancora al suo posto. Il 21 novembre, infine, Mugabe si dimise ufficialmente.

## Reazioni

### Interne
Vari esponenti dell'opposizione politica non condannarono il golpe, e chiesero le dimissioni di Mugabe e la restaurazione di una legittimità politica nel Paese. Un centinaio di associazioni appartenenti alla società civile chiesero congiuntamente al presidente Mugabe di dimettersi pacificamente, e ai militari di rispettare la costituzione. Il pastore ed attivista anti-Mugabe Evan Mawarire si appellò ai valori costituzionali, esprimendo comunque la necessità che la cittadinanza si mobilitasse massicciamente.

### Africane
Il presidente nigeriano Muhammadu Buhari invitò alla calma e ad una soluzione costituzionale per evitare l'instabilità politica. I presidenti di Sudafrica, Zambia e l'Unione africana condannarono l'illegalità e l'incostituzionalità dell'azione militare.

### Extra-africane
Il segretario di Stato agli esteri britannico Boris Johnson chiese ai cittadini britannici in Zimbabwe di non uscire dalle proprie residenze, auspicando che la situazione non degenerasse in violenza. Simile avviso ai propri cittadini presenti nel Paese fu emesso dall'ambasciata americana ad Harare.
La portavoce della Commissione europea Catherine Ray disse che quanto in corso in Zimbabwe era motivo di preoccupazione per l'Unione europea, che da anni aveva dichiarato Robert Mugabe persona non grata.
Il Venezuela condannò fortemente il golpe tramite il ministro degli esteri Jorge Arreaza, mentre la Cina non prese posizione, trattando la questione come un problema interno dello Zimbabwe e rigettando le insinuazioni sulla visita di Chiwenga a Pechino del 10 novembre.